# Louise Sherwood McDowell
Pour les articles homonymes, voir Sherwood et McDowell.
Louise Sherwood McDowell (29 septembre 1876 - 6 juillet 1966) est une physicienne et pédagogue américaine. Elle est surtout connue pour être l'une des premières femmes scientifiques à travailler au Bureau des Standards des États-Unis, aujourd'hui l'Institut national des normes et de la technologie. 

## Jeunesse et éducation

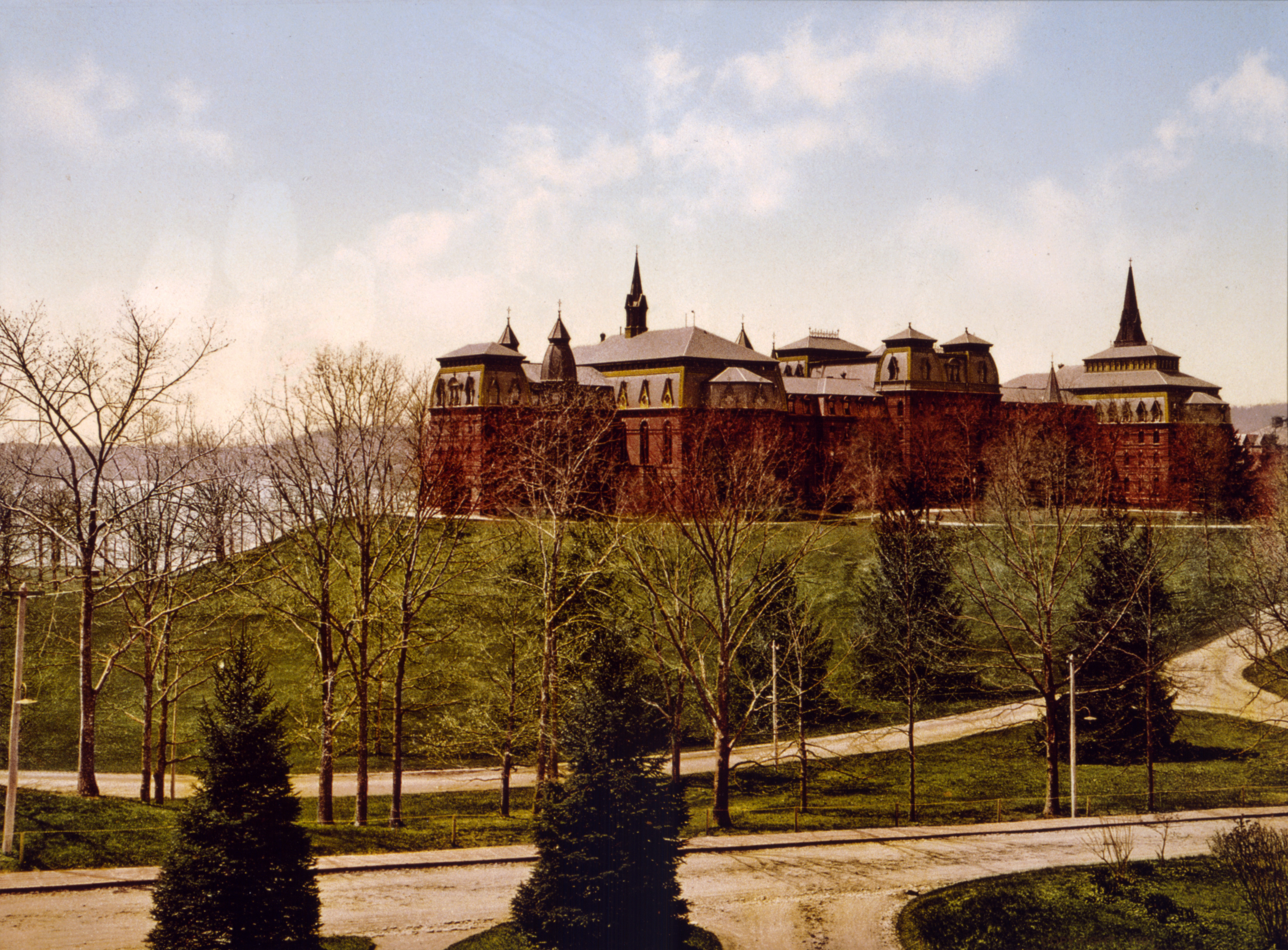
Le Wellesley College vers 1901

Louise McDowell naît à Wayne (New York), de Francis Marion McDowell et Eva Sherwood. Elle obtient son Bachelor of Arts en 1898 au Wellesley College. Après l'obtention de son diplôme, elle travaille comme professeur de lycée d'anglais, de sciences et de mathématiques jusqu'en 1905.  
Elle est ensuite admise à l'Université Cornell. Le président du département de physique, Edward Nichols y est favorable aux femmes en physique. McDowell travaille sur le rayonnement à ondes courtes avec Ernest Merritt. Elle obtient une maîtrise en 1907, suivie d'un doctorat en 1909. Sa thèse porte sur les propriétés électriques du sélénium, une des premières études sur les semi-conducteurs. McDowell étudie à Cornell à la même période que Frances Wick. Elles deviennent amies et collaborent. 

## Carrière
Après avoir obtenu son doctorat, McDowell retourne travailler au Wellesley College en tant qu'instructrice du département de physique en 1909.  
En 1918, pendant la Première Guerre mondiale, McDowell prend un congé de Wellesley et travaille pour l'Institut national des normes et de la technologie pour effectuer des recherches sur les radars, notamment sur l'utilisation des détecteurs à cristaux dans les équipements radios dans le Corps des transmissions de l'Armée. Elle est la première femme physicienne et la première femme Ph.D. à travailler à l'institut.  
Après la retraite de Sarah Frances Whiting, elle devient présidente du département de physique jusqu'à sa retraite en 1945. Cette année là, le gouvernement la recrute pour travailler sur un projet secret au Laboratoire de recherche radio de Harvard sur des contre-mesures radars.  
McDowell est membre de la Société américaine de physique et de l'Association américaine pour l'avancement de la science, membre de l'Optical Society of America et vice-présidente de l'Association américaine des professeurs de physique. 